# Mogoncíaco
Mogoncíaco (em latim: Mogontiacum ou Moguntiacum) é o nome latino da atual cidade de Mainz, Alemanha, e foi o nome oficial da cidade durante os quase 500 anos nos quais pertenceu ao Império Romano. Sua origem data do ano 13/12 a.C. e remonta a um castro construído por Nero Cláudio Druso, localizado estrategicamente sobre uma colina próximo ao rio Reno e de frente para a confluência de seu afluente rio Meno, na Estrada Romana do Reno.
O assentamento civil (vico) à jusante do Reno nas proximidades do acampamento cresceu rapidamente, tornando a região em um centro urbano. Em contraste com Colônia Cláudia Ara Agripinênsio (Colônia) ou Augusta dos Tréveros (Tréveris), até a segunda metade do século IV Mogoncíaco foi principalmente um local de instalações militares e portanto não uma colônia. Isto significa que a cidade nunca teve o caráter urbano das outras grandes cidades romanas na Alemanha. No entanto vários edifícios monumentais foram construídos na cidade, por ser Mogoncíaco a partir do ano 90, ou mesmo antes, capital da província romana da Germânia Superior, portanto residência oficial de seu governador. Após a metade do século III, com os Campos Decúmanos a região foi evacuada, e Mogoncíaco tornou-se novamente cidade fronteiriça, sendo nos 150 anos seguintes várias vezes destruída por membros de diversas tribos germanas e pelos hunos de Átila (r. 434–453). Após o final do período romano em c. 470, Mogoncíaco pertenceu após um período de transição ao Império Carolíngio.
Na atual cidade de Mainz alguns vestígios significativos de Mogoncíaco estão preservados, como o Teatro Romano de Mogoncíaco, a Grande Coluna de Júpiter, o Cenotáfio de Druso e restos do Aqueduto de Mogoncíaco do acampamento dos legionários. O Museu Central Romano-Germânico, o Museu Nacional de Mainz e o Museu da Construção Naval Antiga expõem uma variedade de achados da época romana de Mainz.

## Origem do nome

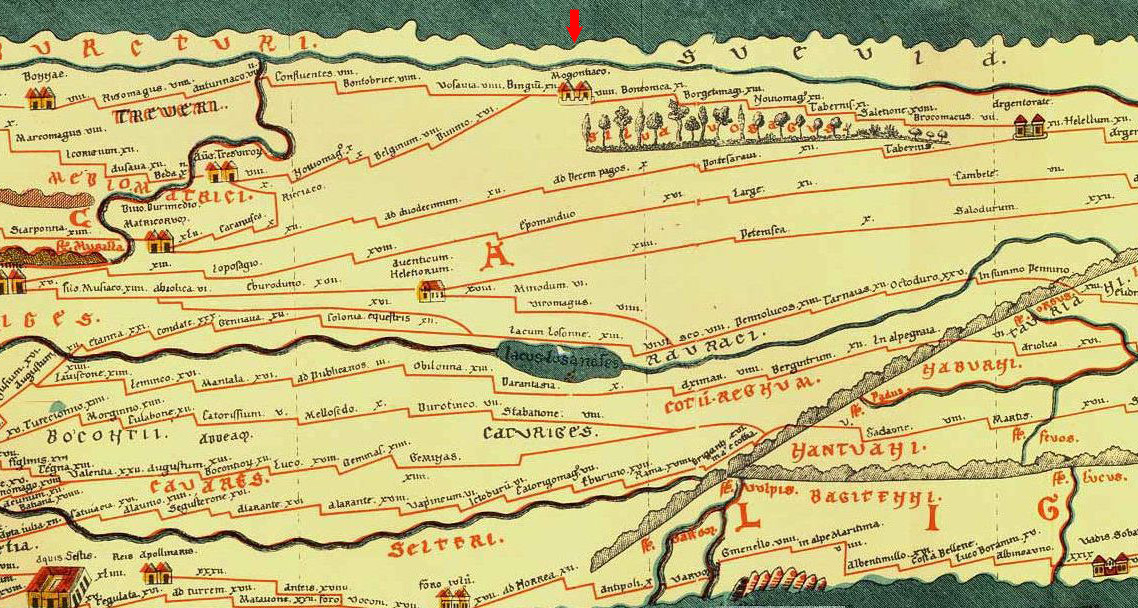
Localização de Mogoncíaco na Tabula Peutingeriana

Mogoncíaco (Mogontiacum) é composto pelos nomes celtas Mogo(n), pelo sufixo celta -ontiu- (como em Vesôncio/Besançon) e o sufixo de afiliação *-āko, latinizado para -(i)acum. Contém portanto como parte sua o nome do deus celta Mogon. Patronímico pode ter sido um aldeamento celta dos aresaces, vizinho ao acampamento de legionários, parte da tribo dos tréveros. Estes habitavam no final do século I a.C. a região dos atuais Mainz-Weisenau e Mainz-Bretzenheim. Mogoncíaco foi citado a primeira vez na historiografia pelo historiador romano Públio Cornélio Tácito em sua obra Histórias do início do século II, em conexão com a Revolta dos Batavos. Também foi corrente a denominação Moguntiacum. Abreviaturas e formas variantes de grafia foram comuns durante o tempo da dominação romana. Mogoncíaco foi simplificado na Tabula Peutingeriana como Moguntiaco. Epigraficamente o nome da cidade consta em um marco miliário do reinado do imperador Cláudio (r. 41–54).

## História
Os quase 500 anos de Mogoncíaco na história romana podem ser simplificados em quatro etapas: o primeiro período começa com a fundação da cidade no final do século I a.C. e termina com a criação da província da Germânia Superior e a nomeação de Mogoncíaco como sua capital. O período entre 90 e 260 inclui o apogeu da cidade até o final da fronteira da Germânia, voltando Mogoncíaco a ser uma cidade de fronteira do Império Romano. No terceiro período de 260 a 350 ocorrem profundas mudanças na cidade, em vista da turbulência interna no Império Romano e das ameaças crescentes de guerreiros germânicos. O período final de 350 a 470 reflete o declínio da cidade, em que é repetidamente saqueada e vandalizada.

### Fundação de Mogoncíaco e história até Domiciano (13/12 a.C.até 90)

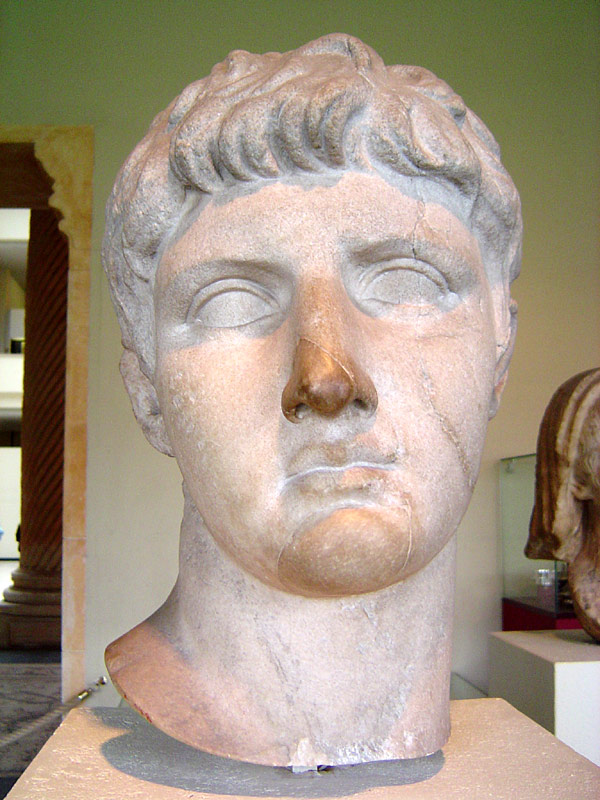
Busto de Druso, o fundador de Mogoncíaco (Musée du Cinquantenaire, Bruxelas)

Como parte dos planos de expansão de Augusto a partir de 16 a.C. seu enteado Nero Cláudio Druso penetrou também no Médio Reno e garantiu a área para o Império Romano. O mais tardar em 13/12 a.C., possivelmente mais cedo até, foi construído um acampamento militar sobre uma colina com vista para o rio Reno e em frente à foz do rio Meno. A presença militar dos romanos neste local garantiu principalmente o controle seguro do Médio Reno, da foz do rio Meno e, especificamente, sobre o rio Meno como uma das principais vias arteriais na Germânia livre.
Ao mesmo tempo surgiu a quase quatro quilômetros ao sul do atual distrito de Weisenau (Mainz) outro acampamento militar, ocupado principalmente com tropas auxiliares, mas usado temporariamente para o aquartelamento de mais legiões. Neste local havia um acampamento celta da Cultura de La Tène da região de Mainz. A população nativa celta pertencia aos aresaces, uma sub-tribo dos tréveros gauleses, em sua área de povoamento mais oriental.[a]
Até o abandono dos planos de anexação no ano 16 Mogoncíaco foi várias vezes uma base para campanhas de Druso (10 e 9 a.C.) e de Germânico na Germânia da margem direita do rio Reno. Em memória de Druso os legionários construíram em Mogoncíaco logo após sua morte em 9 a.C. um cenotáfio nas imediações do acampamento dos legionários, possivelmente idêntico ao ainda existente Cenotáfio de Druso na Cidadela de Mainz. Já nos tempos de Druso foi construída uma ponte flutuante para a travessia do Reno acima da foz do rio Meno. Ainda durante a primeira década do século I a.C. foi fundada a cabeça de ponte de Castelo dos Matíacos, núcleo do atual distrito de Kastel (Mainz). No ano 27 foi construída uma ponte de madeira entre Mogoncíaco e Castelo.

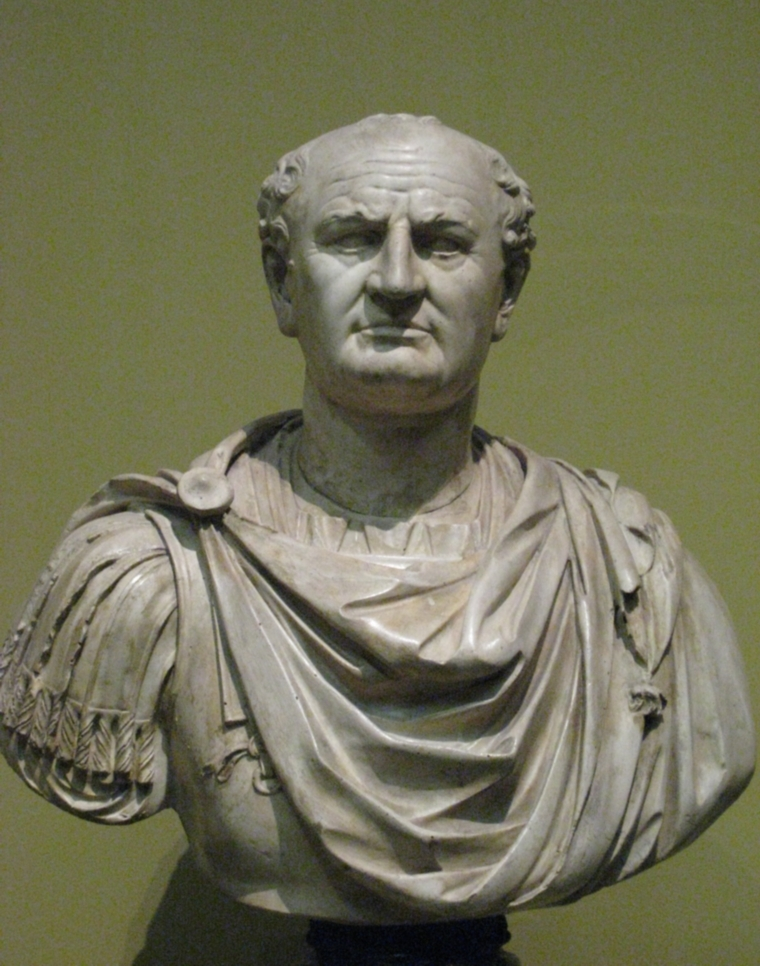
Busto de Vespasiano. Cópia em gesso do original mantido no Louvre, Museu Pushkin, Moscou

Após a reestruturação do exército romano do Reno em um Exército da Germânia Superior e um Exército da Germânia Inferior no ano 17, Mogoncíaco foi local de residência do comandante do Exército da Germânia Superior. Juntamente com os subúrbios chamados canabas legionárias (em latim: canabae legionis) que começaram a surgir rapidamente no sul e sudoeste do acampamento dos legionários, surgiram vários assentamentos civis (vicos), que se estendiam para o leste do Reno e possivelmente já durante o século I fundiram-se lentamente em um povoamento contínuo. Já na primeira metade do século I Mogoncíaco tinha um grande complexo de termas romanas e um teatro, mencionado pelo escritor romano Suetônio. A Grande Coluna de Júpiter, datada do terceiro quartel do século I (mais precisamente entre 65 e 67), doado por uma grande comunidade civil aparentemente próspera, podendo ser tomado como evidência para a rápida progressão do desenvolvimento civil de Mogoncíaco. Apesar da formação de estruturas civis, Mogoncíaco permaneceu uma das bases militares mais importantes do exército romano no Reno. Duas legiões junto com tropas auxiliares e tross foram permanentemente estacionados em Mogoncíaco ou no segundo acampamento militar em Weisenau, construído durante o império de Calígula. De acordo com a necessidade outros acampamentos foram erguidos - como por exemplo após a Batalha da Floresta de Teutoburgo, quando temporariamente estacionaram em Mogoncíaco três legiões.
Durante a Revolta dos Batavos a maior parte dos edifícios civis fora do acampamento da legião foram destruídos. O acampamento em si foi, de acordo com Tácito, sitiado sem sucesso. Durante o reinado da dinastia flaviana houve extenso programa de construções em Mogoncíaco. Com o imperador Vespasiano a fortaleza foi reconstruída em pedra, e a ponte de madeira foi substituída por uma ponte de pilares de pedra. No reinado do imperador Domiciano um aqueduto de pedra substituiu um predecessor de madeira. O aqueduto fornecia em uma distância de nove quilômetros água fresca das nascentes das partes remotas da cidade na atual Mainz, distritos de Finthen e Drais, para o acampamento militar na atual Kästrich.
Em 83 a cidade foi o ponto de partida da Campanha contra os Catos do imperador Domiciano, que organizou para isto um exército de cinco legiões e tropas auxiliares em Mogoncíaco. Em 88/89 ocorreu uma revolta do governador Lúcio Antônio Saturnino em Mogoncíaco. Após rápida repressão ocorreu a conversão previamente planejada do território militar na província da Germânia Superior, com Mogoncíaco como capital provincial (caput provinciae).

### Capital da Província e Importante Posto Militar no Reno (90 a 260)
O processo de conversão do território militar em província da Germânia Superior começou em meados dos anos 80 do século I e foi concluído no mais tardar na metade dos anos 90. Um diploma militar romano com data de 27 de outubro de 90 é o mais antigo testemunho epigráfico na nova província. Com Lúcio Javoleno Prisco recebeu a província como governador um experiente cônsul sufecto, que rapidamente desenvolveu as estruturas civis necessárias. Com a ocupação permanente da bacia de Neuwied, do Tauno e do Wetterau surgiu também o fronteira da Germânia. Mogoncíaco assumiu até o seu colapso o papel importante de centro de administração militar para a seção da Germânia Superior.

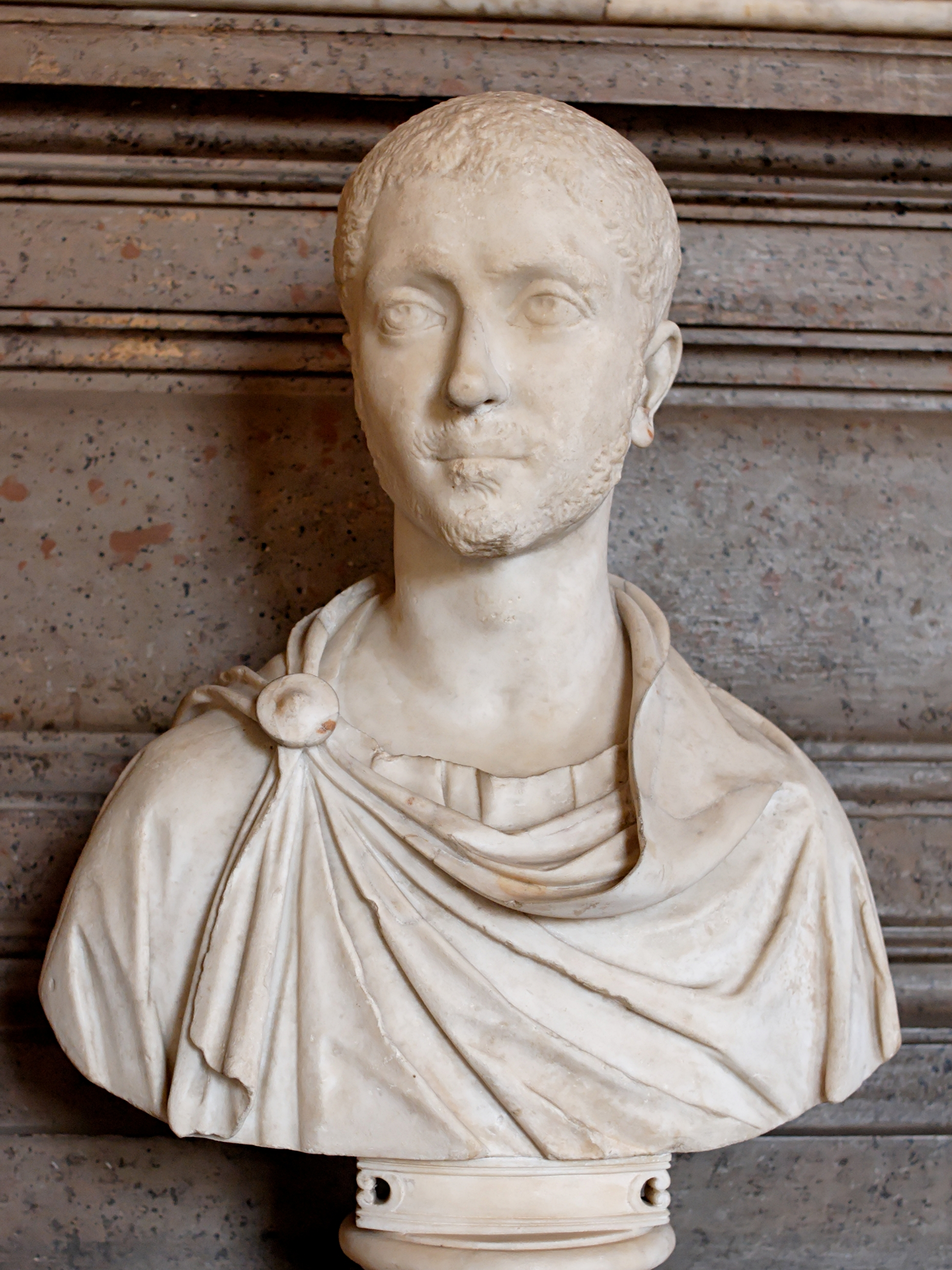
Busto de mármore de Alexandre Severo (Museus Capitolinos, Roma)

Para Mogoncíaco também houve mudanças duradouras: o número de legiões estacionadas permanentemente foi reduzido a uma, com base na experiência da revolta de Lúcio Antônio Saturnino. Desde o ano de 92 esta foi a XXII Legião Primigênia, que permaneceu a única legião estacionada na cidade até a sua destruição na metade do século IV. De 96 a 98 o futuro imperador Trajano ocupou o cargo de governador da província; Adriano, seu sucessor, havia sido um tribuno militar na província. Mogoncíaco passou por um momento de paz e prosperidade. A fronteira com a Germânia livre avançou bastante e foi garantida pelos limites cada vez mais complexos. Comércio e artesanato floresceram na cidade e em toda a região, onde muitos veteranos das tropas militares se fixaram. A invasão dos catos na região do Reno-Meno em 162 e novamente em 169 e a consequente travessia do Reno permaneceram eventos sem consequências significativas.
No dia 19 (?) de março de 235 Mogoncíaco surgiu novamente em foco na história do mundo romano. Em preparação para uma campanha contra os alamanos, o imperador Alexandre Severo reuniu tropas em Mogoncíaco. Lá, ele e sua mãe Júlia Mameia foram mortos pelos legionários romanos durante um motim em ou próximo a Mogoncíaco no Vico Britânico (Bretzenheim?). Seguiu-se imediatamente uma proclamação do comandante militar Maximino Trácio como seu sucessor. Este foi o início da era dos imperadores soldados, em que ocorreu a crise do terceiro século.
Por volta do ano 250 ou um pouco mais tarde o acampamento civil próximo ao Reno foi cercado por uma muralha. Esta protegeu toda a área habitada bem como o grande Teatro Romano de Mogoncíaco, mas não o acampamento da canaba a sudoeste. Esta primeira muralha da cidade chegou ao sudoeste da cidade até às fortificações do acampamento militar, completando a muralha da cidade com sua própria fortificação. Como a queda da fronteira da Germânia é geralmente datada no ano de 259/260, os dois eventos não são, como se pensava anteriormente, diretamente relacionados um ao outro. Ao contrário, foi provavelmente a presença das tropas romanas, que precisavam cada vez mais de maiores contingentes para campanhas em que teve de estacionar em áreas distantes e estavam distraídas por uma série de guerras civis, que deixou de ser considerada como agente único de proteção da cidade contra saqueadores. Com o abandono da fronteira da Germânia Superior Mogoncíaco voltou a ser cidade fronteiriça - apesar das reivindicações posteriores por áreas do lado direito do Reno, como a cabeça de ponte Castelo ou as instalações térmicas da vizinha Águas dos Matíacos (Wiesbaden).

### Mogoncíaco como Cidade Fronteira após a Queda da fronteira (260 a 350)
Quase simultaneamente com a "queda da fronteira" houve uma nova mudança significativa na situação política que afetou Mogoncíaco diretamente. Após Póstumo conseguir em 260 converter partes do império romano para o Império das Gálias, Mogoncíaco também a este império pertenceu até 274. Em Mogoncíaco o legado Leliano autoproclamou-se anti-imperador contra Póstumo em 269. Embora Póstumo tenha derrotado Leliano na guerra civil que se seguiu e conquistou Mogoncíaco de volta, mas morreu logo depois, pelas mãos de seus próprios soldados, porque ele não queria liberá-los para saquear a cidade. A partir de 274 o Império das Gálias' deixou de existir: Mogoncíaco pertencia novamente ao Império Romano.
No curso das reformas de Diocleciano e em especial após a reorganização das províncias romanas a partir de 297, a província da Germânia Superior passou a ser parte da (reduzida em área) nova província da Germânia Prima. Mogoncíaco permaneceu a sede do governo provincial. Além disso, a cidade também serviu como sede do comandante militar, o duque de Mogoncíaco. Por volta do ano 300 é datada a primeira representação pictórica de Mogoncíaco no chamado medalhão de chumbo de Lyon. Este mostra Mogoncíaco cercada por sua muralha, a ponte sobre o Reno e a cabeça de ponte Castelo no lado direito do Reno.

### Declínio da cidade(350–450)

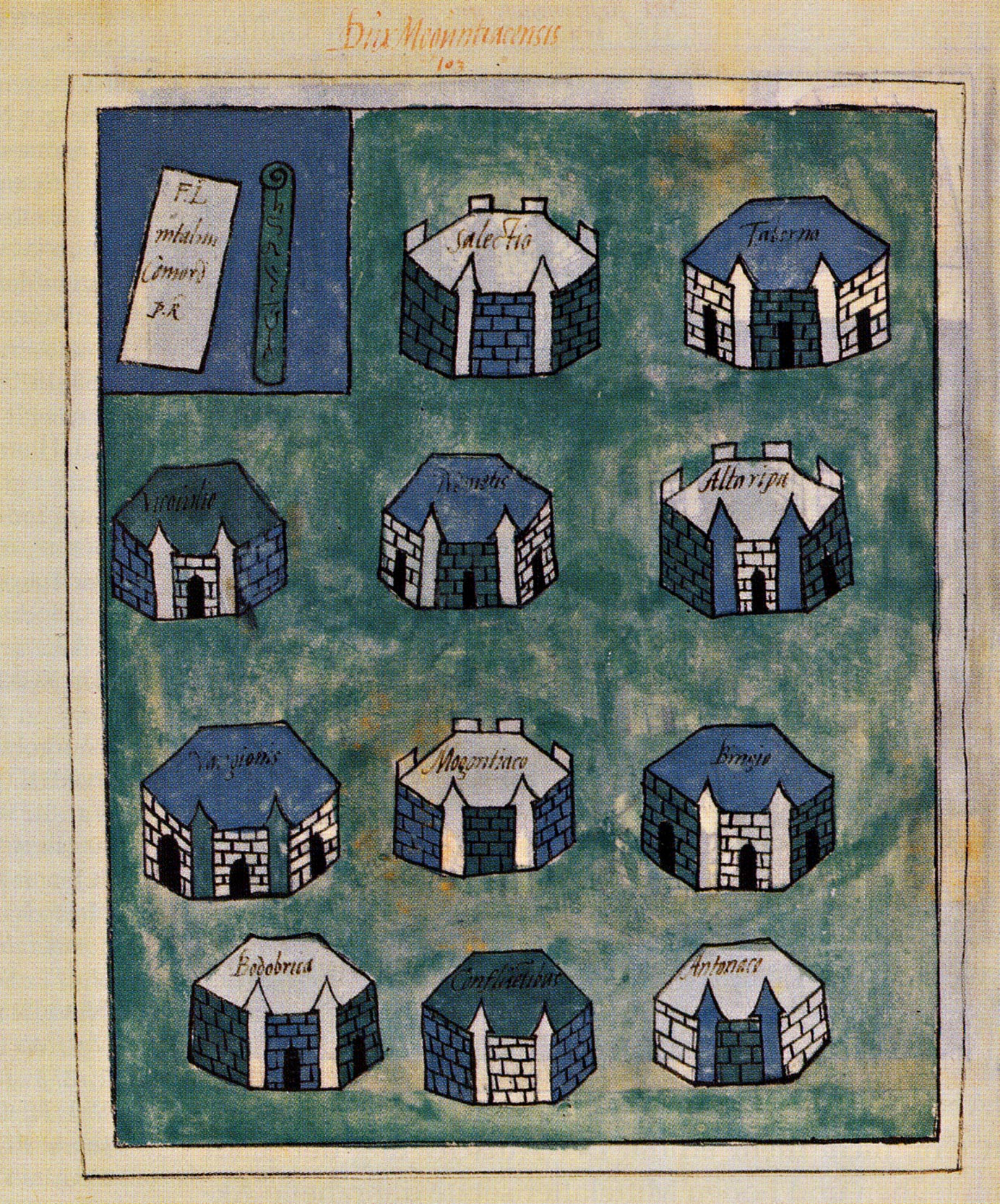
Área de comando do duque de Mogoncíaco nos séculos IV e V

Por volta de 350, como resultado de uma situação política cada vez mais instável, foi construída uma segunda muralha na cidade. O acampamento militar e o Teatro, fora dos limites seguros da cidade, foram abandonados. Nos anos seguintes ocorreram repetidas incursões de grupos germânicos, especialmente dos alamanos, que algumas vezes até mesmo fixaram-se temporariamente na margem esquerda do Reno. Motivo para isto foi, provavelmente, uma nova guerra civil no Império Romano: nas lutas entre o imperador Constâncio II e o usurpador Magnêncio em 351 a XXII legião foi praticamente dizimada na sangrenta Batalha de Mursa Maior e depois não mais refeita. A proteção da cidade e das zonas circundantes foi assumida pela soldados armígeros (milites Armigeri), possivelmente uma ainda sobrevivente unidade da batida legião. Em 368 ocorreu durante uma grande festa cristã a captura e saque da cidade pelos alamanos sob a liderança de Rando.
As migrações dos povos bárbaros, que iniciaram por volta de 376, também tiveram consequências sobre Mogoncíaco. Guerras civis intermináveis levaram a uma negligência na defesa das fronteiras. Depois de 400 muitas tropas romanas regulares foram retiradas do Reno para a Itália, para participar na luta contra rebeldes federados visigodos. Talvez em conexão com as guerras civis romanas e, provavelmente, ainda na véspera do ano novo de 406, vândalos, suevos e Alanos, presumivelmente usando a ponte ainda intacta cruzaram o Reno em Mogoncíaco e saquearam e destruíram a cidade (ver Travessia do Reno). Houve um colapso temporário da defesa das fronteiras romanas, e a frota romana do Reno deixou de existir a partir deste momento.
Por volta de 411 Mogoncíaco estava na região de influência da associação de guerreiro dos burgúndios, que apoiaram o usurpador Jovino a tornar-se imperador romano (possivelmente em Mogoncíaco), que só conseguiu manter este cargo por curto espaço de tempo. Os burgúndios foram assentados em 413 como romanos federados acima do Reno (com foco em Borbetômago, atual Worms, na área do estado dos vangiões); em conjunto com as unidades romanas regulares supervisionaram a partir de então as fronteiras. Sua esfera de poder foi já em 436 atacada pelos romanos e destruída pelas tropas auxiliares dos hunos, e os sobreviventes foram reassentados em 443 na Sapáudia. No ataque de Átila sobre a Gália em 451 os hunos cruzaram o Reno em Mogoncíaco. Embora a cidade tenha permanecido relativamente incólume, após este ataque, ou mais tardar no final de 460, terminou definitivamente o domínio romano oficial sobre Mogoncíaco. As estruturas romanas civis permaneceram parcialmente destruídas na cidade, e representantes do bispado de Mogoncíaco assumiram possivelmente as tarefas administrativas. O mais tardar após a Batalha de Tolbiac em 496 Mogoncíaco já não pertencia à esfera dos alamanos. A cidade foi então parte do Reino dos Francos sob Clóvis (r. 481–511).

## Importância militar
Na perspectiva histórica da fundação e desenvolvimento da cidade de Mogoncíaco é amplamente aceito que o estabelecimento do acampamento de legionários em 13 a.C. tanto originou como impulsionou o núcleo do assentamento civil depois registrado. Assentamentos celtas da Cultura de La Tène tardia, situados em Mainz-Weisenau e Mainz-Bretzenheim, não contribuíram para o surgimento de Mogoncíaco e não se desenvolveram simultaneamente com o início da presença romana ou existiram por curto período simultaneamente com o início da presença romana.
O significado militar de Mogoncíaco durou até a primeira metade do século V. Foi durante mais de 350 anos localização de legiões romanas e até a metade do século III, em parte também do século IV, o ponto de partida para campanhas na grande Germânia. Assim, por exemplo, começaram as campanhas de Druso, a campanha contra os catos de Domiciano, ou a campanha planejada de Alexandre Severo contra o alamanos em Mogoncíaco. A partir do final do século I Mogoncíaco foi centro administrativo e de fornecimento do fronteira da Germânia. Após a queda da fronteira de Mogoncíaco tornou-se cidade fronteiriça importante e até a metade do século IV foi acampamento de uma legião romana e sede do duque de Mogoncíaco.
A característica militar de Mogoncíaco se reflete na falta do estatuto de cidade do acampamento civil. Este desenvolveu-se relativamente rápido a partir de início do século I e apresentou caráter urbano de grande cidade nos próximos séculos, com crescimento da população, comércio e serviços, bem como com edificações oficiais.

### Acampamento de Legiões e Campo Militar

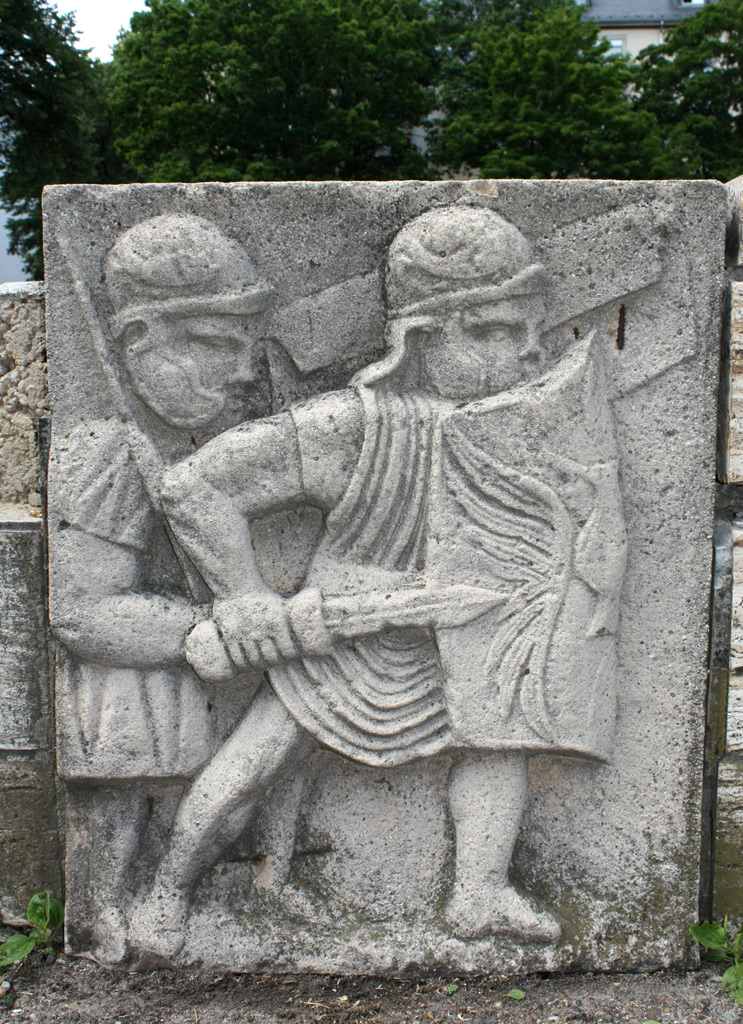
Reprodução fiel de um relevo de um espólio, atribuído ao pretório do acampamento de legionários. Localização: Jubiläumsbrunnen, Ernst-Ludwig-Platz, Mainz

O acampamento militar fundado por Druso em 13/12 a.C. foi uma das duas bases principais a partir da qual foram planejadas as campanhas na Germânia ao leste do Reno. A escolha do local, a atual Kästrich (do latim castro), foi determinada unicamente por considerações estratégicas: Kästrich tem três lados de forte inclinação, a 120 m acima do Normalnull, bem acima das margens do Reno, ligeiramente deslocada em sentido à foz do Meno no Reno.
O acampamento dos legionários foi construído para abrigar duas legiões romanas (cerca de 12 000 soldados) do princípio da dinastia júlio-claudiana. Devido à grande concentração de tropas no contexto das campanhas de conquista de território na região, surgiu outro acampamento militar em Mainz-Weisenau, onde tropas auxiliares romanas acamparam, sendo lá recebidas também temporariamente outras tropas de legionários.
O acampamento dos legionário em Kästrich foi construído com a técnica da madeira e terra. Tinha o formato poligonal com uma área de aproximadamente 36 hectares. Já no tempo de Augusto e depois repetidas vezes o acampamento foi estruturalmente alterado. Sob Vespasiano o acampamento foi totalmente reconstruído em pedra. Um total de cinco diferentes fases de renovação e expansão podem ser arqueologicamente confirmadas. Após a partida da segunda legião a partir do ano 89 a XXII legião ficou sozinha no acampamento. Em círculos profissionais ainda se discute se o espaço vago foi utilizado para a construção do palácio do governador e de outros edifícios administrativos. Com a construção da segunda muralha por volta do ano 350 e a simultânea redução contínua de tropas romanas em Mogoncíaco, o acampamento militar foi abandonado. Estava então fora das muralhas da cidade e foi demolido. Spolia de construções do acampamento foram encontrados em muitos formatos durante a demolição dos fundamentos da muralha da cidade, especialmente no final do século XIX e início do XX. Dentre estes está o chamado "octógono de Mainz" (Mainzer Oktogon), armazenado no Museu Nacional de Mogúncia. De acordo com pesquisas recentes era similar à Porta Nigra de Tréveris. Talvez seja a monumental "porta praetoria" (acesso principal) voltada para o rio Reno. Os componentes arquiteturais podem ser datados mediante inscrições como sendo do último quarto do século I. O mesmo é o caso de um grande salão com colunas e passagem central, que pode ter sido parte do pretório.
No começo do século XX foi escavado e documentado no cinturão verde de Oberstadt (distrito de Mainz) o banho termal do acampamento. Também são conhecidos o local da muralha e também devido ao percurso das estradas a localização dos quatro portões do acampamento. Durante escavações no local do atual hospital universitário (edifício 501) no ano de 2003 foram escavadas e documentadas partes de algumas fábricas internas com grandes edifícios, vias de acesso pavimentadas e fornos de fundição. Ao sul e sudoeste do campo foram identificadas duas canabas legionárias separadas que mais tarde cresceram até se unirem em uma só.
O segundo acampamento militar em Mainz-Weisenau foi erigido também em um platô acima do rio Reno, aproximadamente na atual pedreira da HeidelbergCement. O acampamento foi remodelado diversas vezes, por exemplo por Calígula, quando planejou uma expedição para o leste do Reno na Germânia no ano 39. Na sua fase de maior configuração o acampamento tinha tamanho total de doze hectares. Com a retirada da segunda legião no ano de 89 e devido à mudança da situação política não houve mais a necessidade de um segundo acampamento militar em Mogoncíaco e assim o mesmo foi abandonado. Pela situação atual, sendo a região em questão desde a metade do século XIX usada como pedreira, não restaram vestígios detectáveis do acampamento.

### Tropas estacionadas

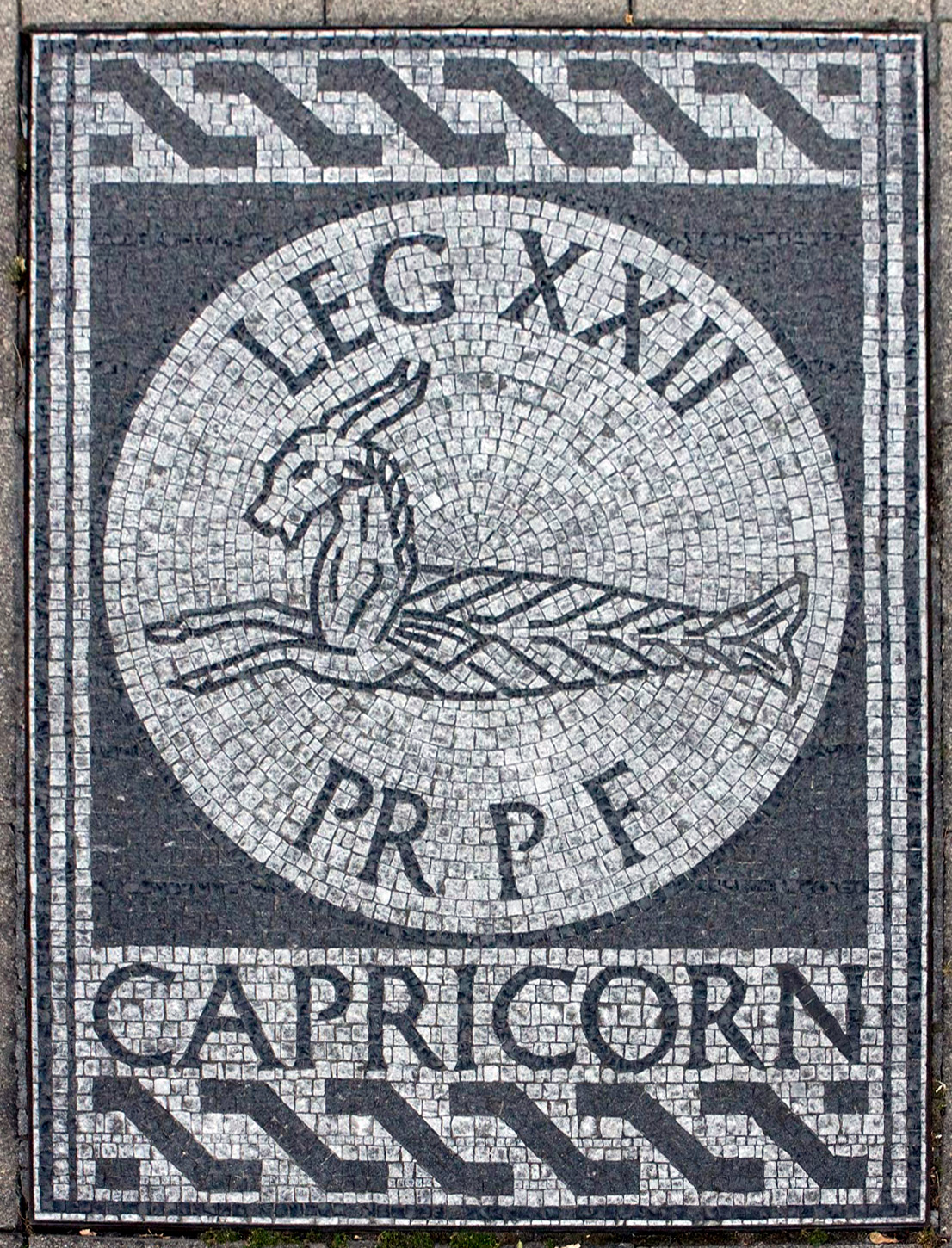
Símbolo da XXII Legião Primigênia (mosaico historicizado moderno, Kästrich, Mogúncia)

As tropas romanas estacionadas em Mogoncíaco podem ser identificadas principalmente em legados epigráficos, como carimbos de barro, sepulturas (somente século I) ou inscrições em construções, e em poucos casos são mencionados na historiografia estacionamentos de tropas romanas individuais, como por exemplo por Públio Cornélio Tácito ou na Notícia das Dignidades da Antiguidade Tardia.
Um total de nove diferentes legiões estacionaram em Mogoncíaco na época do principado romano. Entre os anos 9 e 17 a presença simultânea de tropas atingiu o máximo, com quatro legiões e suas acompanhantes tropas auxiliares romanas, com número de soldados estimado em cerca de 50.000. A partir do ano 93 a XXII Legião Primigênia Pia Fiel (mais tarde denominada com o título honorário Antoniniana, Severiana e Constantiniana Victrix) foi a única legião a ocupar o acampamento, onde permaneceu até meados do século IV, possivelmente em parte também até o início do século V. A Notícia das Dignidades, datada do primeiro terço do século V, registra no final da Mogoncíaco romana aos soldados armígeros, força militar similar a uma milícia. Esta estava estacionada dentro da cidade fortificada e subordinada ao duque de Mogoncíaco e também ao prefeito dos soldados armígeros de Mogoncíaco (praefectus militum armigerorum Mogontiaco).
Além das legiões também estacionaram em Mainz tropas auxiliares. Até o início do século V são constatadas 13 diferentes alas e 12 coortes. A partir da segunda metade do século II são adicionalmente conhecidos para Mogoncíaco quatro diferentes números (numeri).

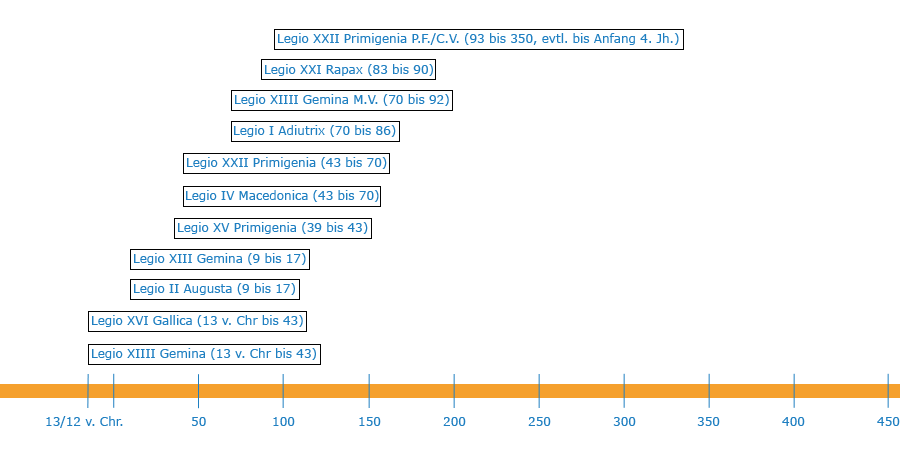
Aquartelamento das legiões romanas em Mogoncíaco – Visão geral

### Porto base da Frota do Reno
Logo após a fundação do campo de legionários e o início da ocupação civil da área urbana da atual Mainz foram construídas diversas instalações portuárias nas margens do rio Reno. Fontes históricas e achados arqueológicos provam igualmente a grande importância de Mogoncíaco como cidade portuária de relevo militar e civil no Reno.

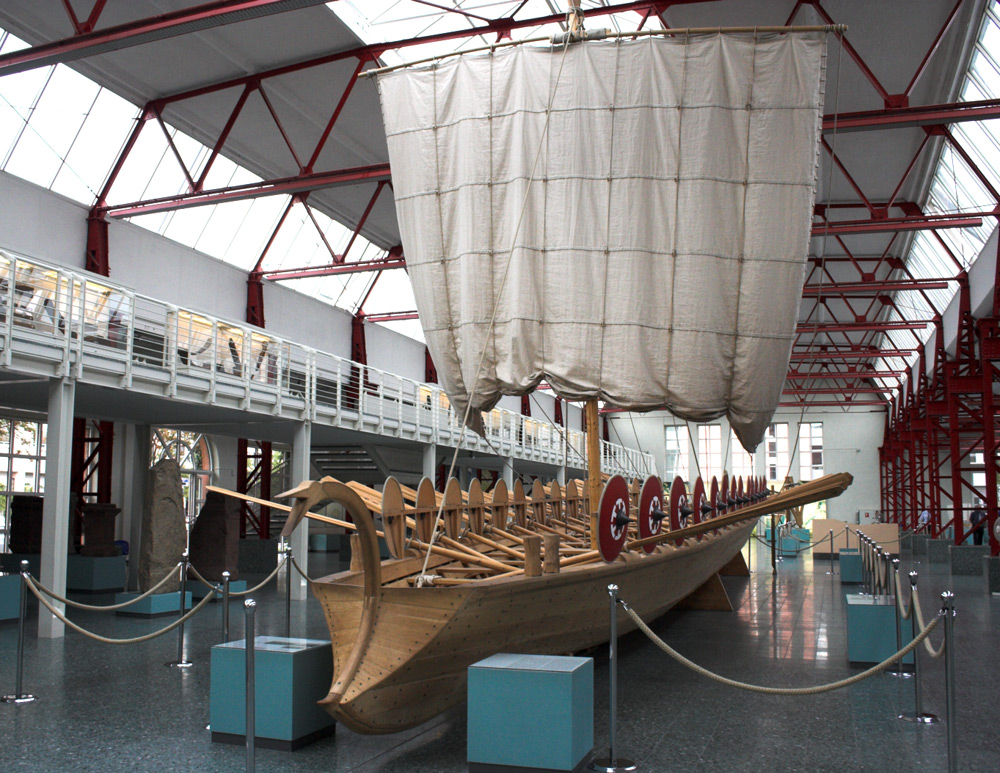
Navis lusoria – Reconstrução com base no Mainzer Römerschiffe. Museum für Antike Schifffahrt, Mainz

Em meados do século XIX foram encontrados os primeiros vestígios arqueológicos das instalações de um porto militar, durante a expansão das margens do rio Reno e o surgimento do distrito de Neustadt. Em "Dimesser Ort", nas proximidades do atual porto alfandegário e do porto fluvial, foram encontrados diversos fundamentos e equipamentos, tanto civis como militares. Foram identificados restos de um molhe solidamente construído em concreto e ruínas de construções a jusante do rio Reno, possivelmente partes de um burgo. Estruturas semelhantes provenientes de tempos posteriores em outros locais são atribuídas a portos fluviais de guerra. Esta estrutura pode ser comparada com um molhe massivo e um burgo no meio do rio Reno na Ingelheimer Aue, erguidos como área portuária militar no conhecido porto principal da marinha romana do rio Reno em Altemburgo, Colônia.
Um segundo porto militar romano foi localizado Reno acima, perto da atual prefeitura de Mainz, distrito de Altstadt. Devido às ruínas arquitetônicas descobertas, assim como o achado dos navios romanos de Mainz em 1980/1981, incluindo o navio do tipo navis lusoria, sua identificação como um porto militar foi claramente estabelecida. No mesmo local foram localizados atracadouros afastados do rio Reno em diversas fases de construção, que seguiram o deslocamento da margem leste do rio Reno. O principal uso desta base naval foi na segunda metade do século III e no século IV, quando o rio Reno voltou a ser novamente fronteira com a província da Germânia Superior. Navios de guerra patrulhavam nesta época o rio Reno a partir de Mogoncíaco, até que no início do século V a frota romana foi dissolvida, depois da invasão dos germanos em 406/407.
Ainda rio Reno acima foram encontrados próximo à atual Neutorstraße/Dagobertstraße ruínas de diques de contenção e um estaleiro dos anos 5 a 9, que nesta época foi usado provavelmente com propósitos militares. Inscrições citam membros (signífero/porta-estandarte) da Legião XXII como superintendentes de navalia e mencionam um distrito inteiro como navalia.

## A Mogoncíaco civil
Mogoncíaco foi, desde sua fundação nos anos 20 a.C. até a metade do século IV, em primeira linha uma das maiores e principais bases militares no rio Reno. Isto levou a um domínio militar predominante sobre os assentamentos civis que se desenvolveram na região contígua ao acampamento militar e ao segundo acampamento em Weisenau. No entanto surgiu nos séculos II e III entre os acampamentos e a ponte sobre o rio Reno uma infraestrutura crescentemente urbana mediante o desenvolvimento conjunto dos vicos e, mais tardar após a construção da primeira muralha da cidade na metade do século III, um grande assentamento civil romano.

### Status legal da cidade no Império Romano
Apesar da formação de estruturas urbanas, com grandes edificações e como capital provincial a partir do ano 90, Mogoncíaco não tinha um título oficial de cidade como colônia, município ou civitas. O acampamento civil teve desde seu surgimento o estatuto de canaba legionária, correspondendo a uma aldeia em sentido legal. Estava subordinado à jurisdição da legião ou do governador. Os habitantes de Mogoncíaco denominavam-se canabários (Canabarii), de acordo com as inscrições na Grande Coluna de Júpiter. O mesmo caso ocorreu aparentemente também com os assentamentos civis em Bona, Estrasburgo e no acampamento dos legionário em Ratisbona.
Foi mencionada como civitas a primeira vez nos anos da primeira tetrarquia (após 293 a 305), quando esta classificação do título de cidade já estava praticamente extinta pelo Édito de Caracala de 212. Sob Diocleciano Mogoncíaco é mencionada como metrópole da província da Germânia Prima. Amiano Marcelino cita Mogoncíaco em 355 como "município [de] Mogoncíaco" (municipium Mogontiacum).

### Mogoncíaco capital da Província da Germânia Superior

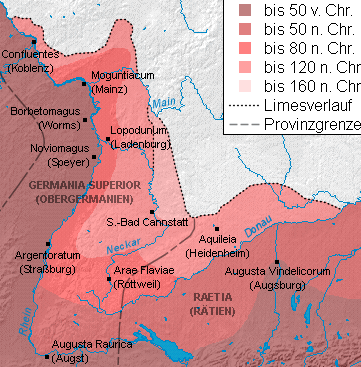
Expansão romana no sudoeste da Alemanha

Após Tibério desistir da ocupação permanente da Germânia Magna, com a desejada fronteira do rio Elba, a organização da margem esquerda do rio Reno manteve-se de forma improvisada. Houve uma fusão administrativa do exército da Germânia Superior (exercitus superior) com o centro administrativo de Mogoncíaco. A administração e especialmente a gestão financeira foi subordinada à administração da província da Gália Bélgica.
Sob Domiciano seguiu-se uma grande e duradoura expansão territorial na margem direita do rio Reno (Campos Decúmanos) e o estabelecimento de uma nova província, Germânia Superior. Esta pertencia às províncias imperiais e foi, com uma área de 93.500 km², uma das províncias de tamanho médio do Império Romano. O já existente acampamento civil de Mogoncíaco tornou-se simultaneamente capital da província, sem alterar o status legal do assentamento. O ex-comandante militar do grupo de exército (Legado augusto propretor) da Germânia Superior, que também foi responsável pela administração civil, tornou-se governador consular da nova província que, como de costume, ao mesmo tempo, continuou responsável  pelas tropas lá estacionadas.
Com a reestruturação das províncias romanas sob Diocleciano, da Germânia Superior foi originada a significativamente menor província Germânia Prima. Mogoncíaco permaneceu a sede do governo, como mostra uma citação de Mogoncíaco como metrópole na Notícia das províncias e cidades da Gália. Também o posto recém criado na época de Diocleciano de duque de Mogoncíaco (''dux Mogontiacensis) como líder militar de todas as tropas do Reno superior residiu em Mogoncíaco.

### Aldeia de depósitos e moradia civil
Paralelamente ao surgimento do acampamento dos legionários em Kästrich surgiram no tempo de Augusto no planalto adjacente ao sul e sudoeste na frente do acampamento duas canabas inicialmente separadas. Estas eram em contraste com as áreas de assentamento civil parcialmente militarizadas. No período flaviano ocorreu como nos vici civis uma vasta reconstrução das canabas em pedra. Também no século II ambas as canabas cresceram e se fundiram em grande parte, separadas apenas pelo aqueduto no canto sudoeste, formando um aldeamento. Durante a renovação da muralha do acampamento na metade do século III depois da queda dos limites, as canabas também foram cercadas por um muro de proteção. Com o abandono da fortaleza dos legionários um século mais tarde, e após a destruição dos anos seguintes por catos e alamanos, as canabas também foram abandonados. São comprovados arqueologicamente adegas subterrâneas e um sistema de estradas perpendiculares, bem como sepultamentos civis em cemitérios próximos.
Abaixo do acampamento dos legionários surgiram pouco depois alguns vicos, separados uns dos outros. As evidências arqueológicas mais antigas de um estabelecimento civil ainda no período de Augusto foram encontradas direto na frente da Porta pretória (atual Emmerich-Josef-Straße). Ao longo da estrada que por lá passava para a travessia do Reno (atual Emmeransstraße) este vico se espalhou lentamente na direção da atual Schillerplatz e do Flachsmarkt. Em Flachsmarkt convergia uma segunda estrada principal do acampamento militar em Weisenau. Outros acampamentos civis surgiram logo no início da presença romana, localizados na frente do acampamento militar em Weisenau e em Dimesser Ort. Este último vico é considerado como o mais importante acampamento civil e centro da vida civil em Mogoncíaco do século I. Como um provável acampamento de comerciantes com atividade de longa distância, aparentemente os moradores (canabarii) atingiram rapidamente um grau de prosperidade, que despertou ao mesmo tempo o desejo de reconhecimento legal do acampamento civil. O patrocínio da Grande Coluna de Júpiter no primeiro terço do século I é interpretado como uma tentativa da população civil em acelerar o reconhecimento legal do assentamento.
Com a reconstrução das áreas de assentamento civil destruídas após a Revolta dos Batavos e o desenvolvimento posterior da infraestrutura, os vici se fundiram lentamente em uma área de assentamento urbano interligada. Adicionalmente, foi constatado na época da dinastia flaviana e novamente de forma mais intensa a partir do século II para o vico Weisenau e para o vico Dimesser Ort uma mudança de localização no sentido do atual centro da cidade. A então centralmente localizada colonização civil localizada abaixo do acampamento militar estendia-se dos pés do Kästrich até o rio Reno. Como não houve planejamento coerente, a malha de estradas até agora identificadas não era condizente com os assentamentos. As áreas centrais da cidade foram possivelmente o Flachsmarkt, onde é suposto a localização do fórum, a Schillerplatz, como área de assentamento protegida contra inundações, bem como a região da atual catedral.
Após a construção da segunda muralha da cidade em meados do século IV a área urbana abrangeu 98,5 hectares. Para o assentamento civil é conhecido um grande edifício termal, nas imediações do atual Teatro Estatal, construído na primeira metade do século I. Um grande edifício administrativo estava localizado perto do atual asilo de idosos. Durante trabalhos de construção na década de 1970 foram encontrados diversos vestígios arquitetônicos, uma fonte de mármore com figuras de peixes em bronze, bem como tijolos com carimbos das legiões estacionadas em Mainz. É suposto ser este o palácio do governador, representativamente semelhante a seu parceiro em Colônia. Luxuosas vilas foram descobertas na área da Schillerstraße na atual Proviant-Magazin, bem como na Altstadt (Badergasse), parcialmente com decoração em mosaico.
Sobre o número de habitantes de Mogoncíaco não há informações ou estimativas. Colônia Cláudia Ara Agripinênsio, com área um pouco menor, tinha por volta do ano 50 cerca de 30 000 habitantes. Apenas o tamanho do teatro, com capacidade de acomodar cerca de 10 000 espectadores, e o desenvolvimento urbano geral, permitem indicar uma possível população civil na faixa inferior de cinco dígitos.
A topografia da Mogoncíaco civil está insuficientemente desenvolvida do ponto de vista arqueológico em comparação com outras cidades romanas de grande significado na Alemanha. Há muitas razões diferentes para isto. No início da Idade Média houve uma contínua reutilização do material das construção romanas para a expansão estrutural da cidade. Sempre houve destruição deliberada e repetida de ruínas romanas. Por exemplo a destruição do palco do teatro durante a construção da estrada de ferro no final do século XIX ou do Mitreu na Ballplatz, que ocorreu em 1976 apesar de protestos da população. De forma geral houve nos atuais distritos uma intensiva utilização das ruínas como fundamentos para novas construções desde a Idade Média.

### Porto fluvial de uso civil

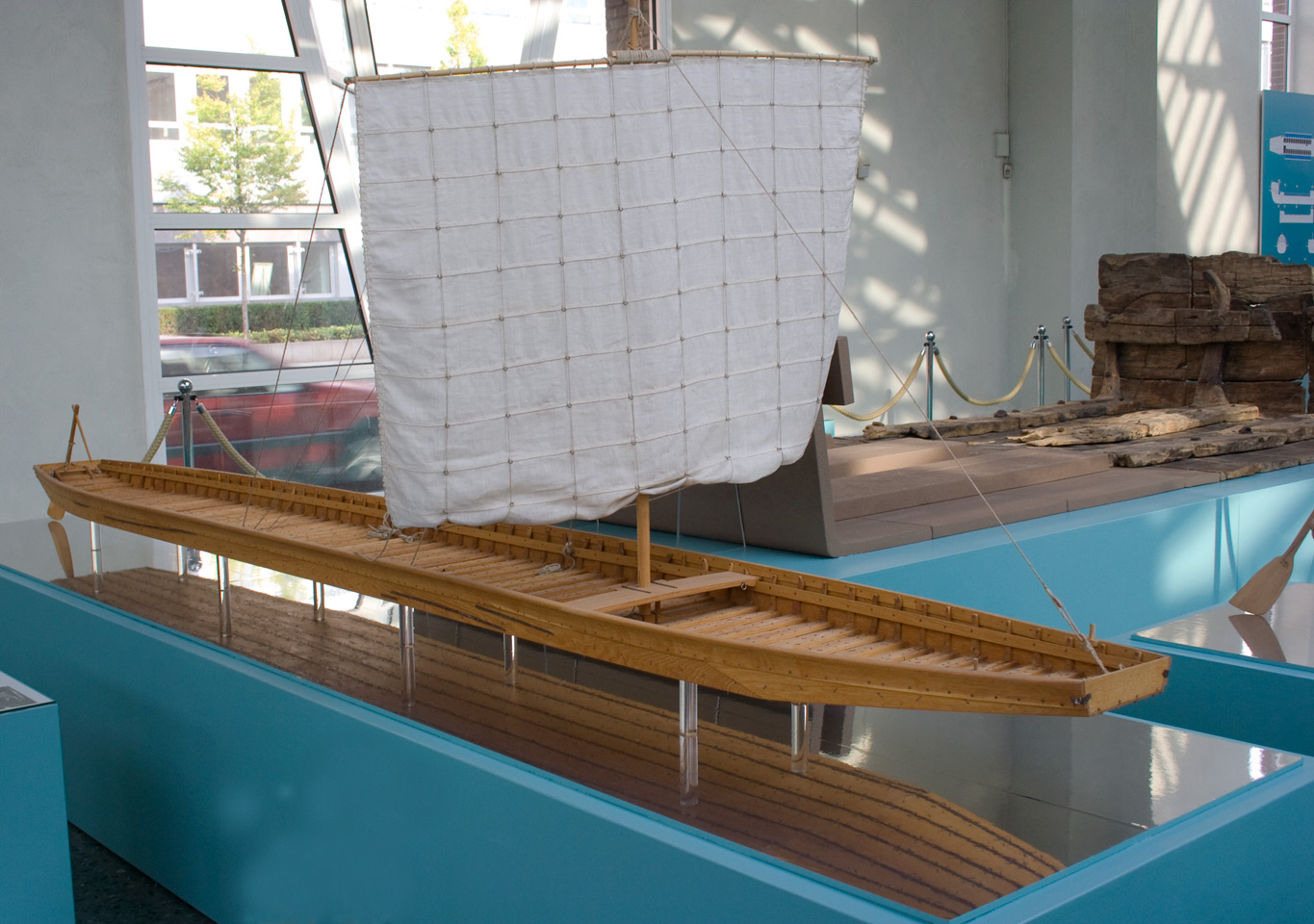
Modelo e peça original de um guindaste romano (século I). Museum für Antike Schifffahrt, Mainz

O já citado Dimesser Ort foi não apenas com grande probabilidade um porto de uso militar como também parece ter sido um porto remoto dos comerciantes galo-romanos. Isto é deduzido por uma grande quantidade de achados de ânforas de origem mediterrânea, usadas para o transporte de mercadorias, bem como outros achados de produtos importados da Gália e da Bacia do Mediterrâneo. Além disso foram encontrados calçamentos de pedra (possivelmente uma rampa de carga e descarga para chatas) e restos de construções pertencentes a um cais, que suportam esta suposição. Em conexão com as atividades de negócios surgiu também um próspero acampamento civil em Dimesser Ort, que já na metade do século I deveria ter sido o centro civil de Mogoncíaco.
Outros portos de uso civil ou locais de embarque/desembarque com instalações menos elaboradas e armazéns de mercadorias também foram encontrados Reno acima na altura da Altstadt de Mainz (Dagobertstraße, Kappelhof, aqui o achado de duas barcaças romanas (em alemão:  Prahm) do século I. Nestes locais devem ter estado ativos os barqueiros e comerciantes nativos celto-romanos, cuja existência pode ser comprovada por exemplo pela pedra sepulcral do armador e comerciante Blusso (com data aproximada de 50 d.C.). Também as balsas do período romano tiveram grande significância e devem ter sido usadas principalmente no transporte de madeira no Reno para Mogoncíaco.

### Teatro Romano de Mogoncíaco

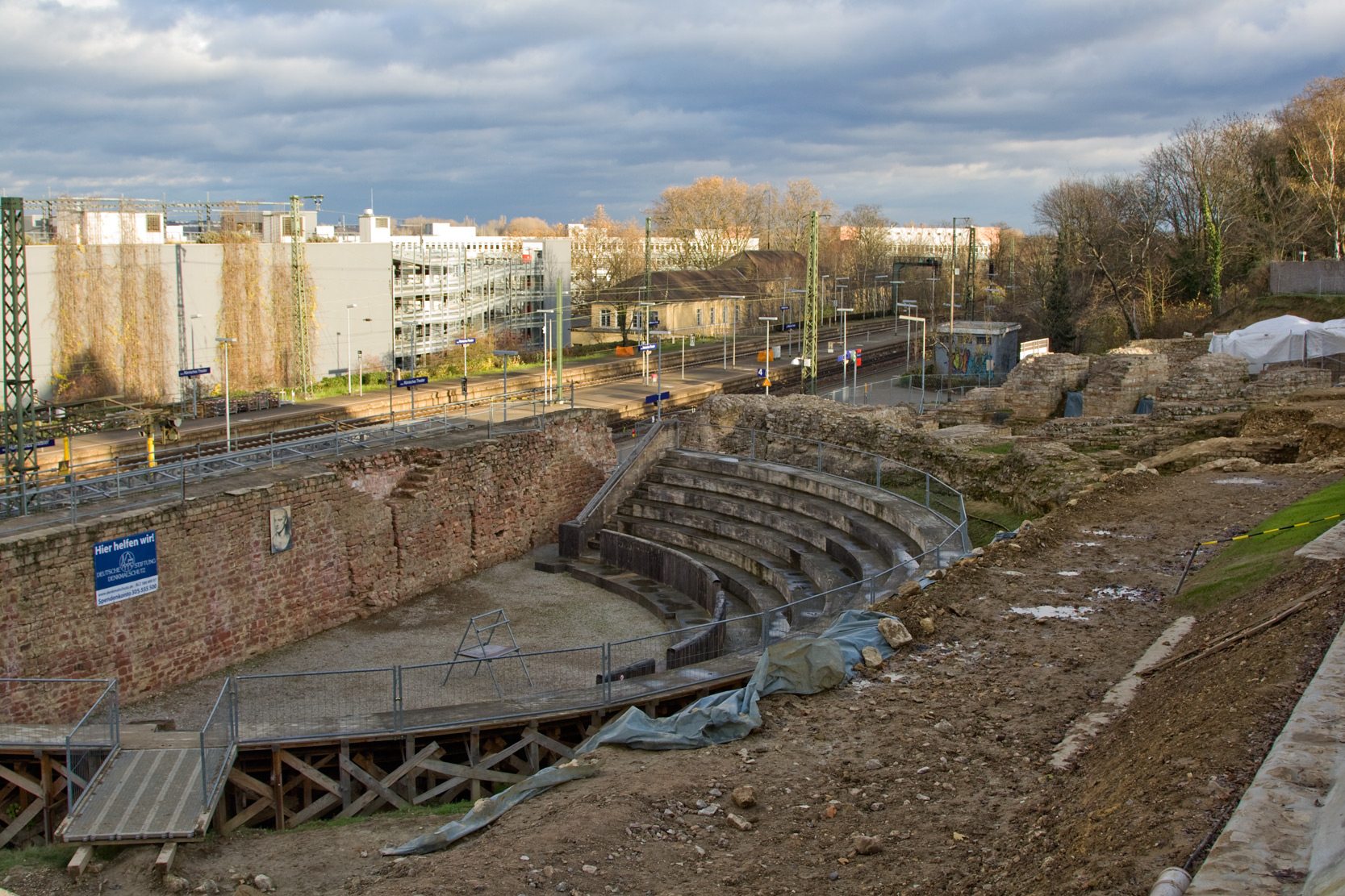
Vista parcial do Teatro Romano de Mogoncíaco, construído no século II

Através de uma menção do escritor Suetônio um teatro já existia em Mogoncíaco no ano 39 Os restos atualmente visíveis e escavados do teatro construído no século II provavelmente substituiu um teatro anterior, construído com a técnica da madeira e terra. Com um palco de comprimento de 41,25 m e um semicírculo para os espectadores de diâmetro 116,25 metros, é o maior teatro romano ao norte dos Alpes. Tinha assim capacidade de acolher mais de 10 000 espectadores. O teatro, que ficava em direta proximidade do Cenotáfio de Druso ao sul do acampamento dos legionários, foi muito provavelmente utilizado para, além dos espetáculos regulares, servir de local das celebrações cultuais para Druso, o que poderia explicar sua relativamente grande área.
O teatro foi utilizado até o século IV, e ficou depois da construção da segunda muralha e da consequente redução da área urbana fora da área protegida. Já na construção da segunda muralha foram usadas spolia provenientes da área do teatro. O massivo arco de alvenaria moldada foi utilizado a partir do século VI como cemitério dos cristãos antigos. Ainda no início da Idade Média havia ruínas visíveis na superfície, que foram mencionadas em registros escritos.[c] Os últimos restos do teatro visíveis na superfície da terra foram nivelados na metade do século XVII, durante a expansão da cidadela.

### Ponte Romana sobre o Reno em Mogoncíaco

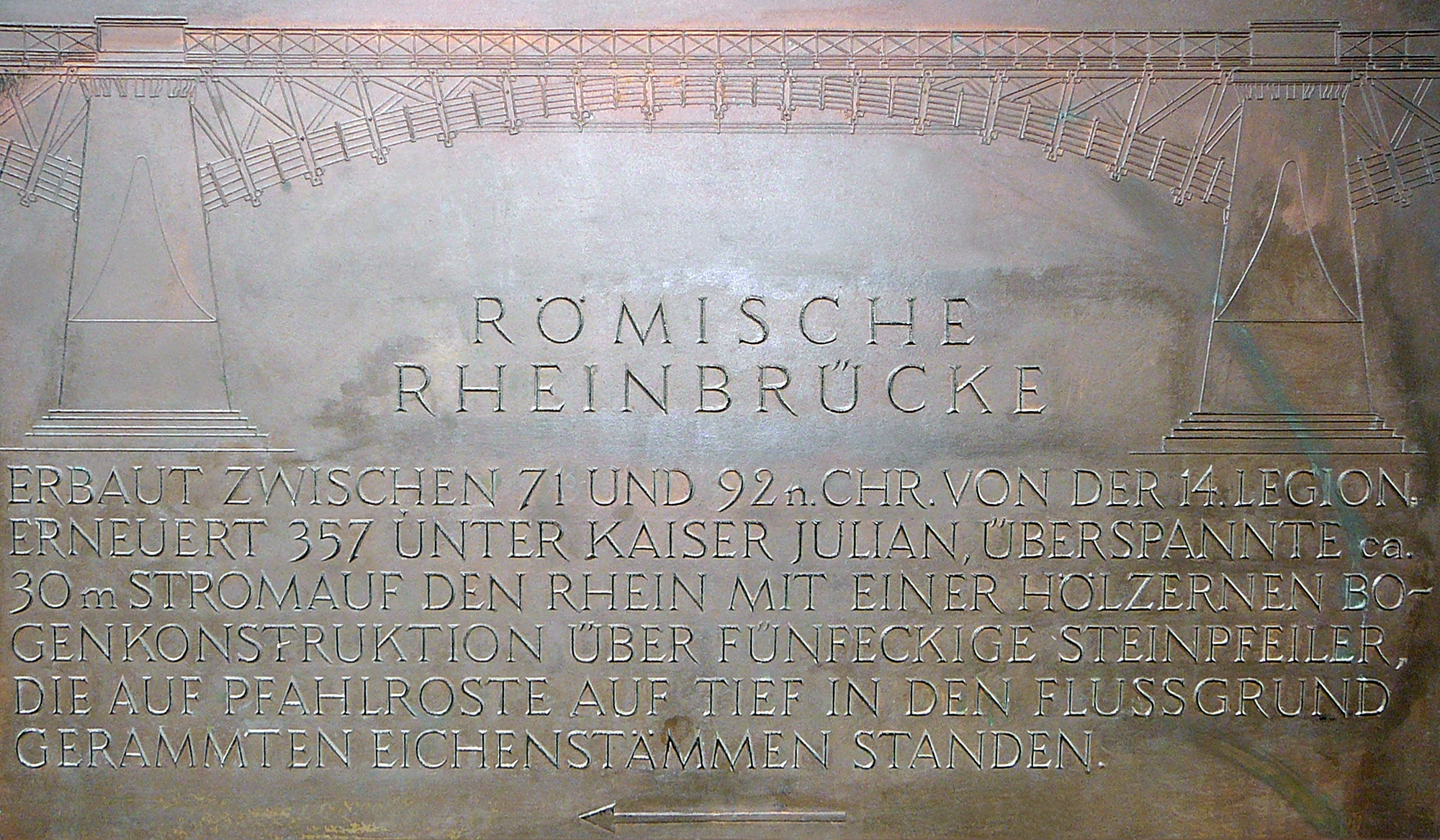
Placa de bronze moderna com uma reconstrução da ponte romana de Mogoncíaco sobre o Reno

Pouco depois da fundação do acampamento militar por Druso, e o mais tardar antes de sua campanha partindo de Mogoncíaco no ano 10 a.C., deve ter sido construída uma ponte flutuante (pons navalis) para a margem direita do Reno. A partir do ano 27, portanto no período tiberiano, uma primeira ponte de madeira é dendrocronologicamente constatada. Foi com grande probabilidade uma ponte com estacas de madeira ("Pfahljochbrücke"). Sob Domiciano foi construída no início dos anos 80 uma ponte sólida, que cruzava o Reno cerca de 30 m acima da atual Ponte Theodor Heuss. Com 420 m de comprimento, tinha pelo menos 21 pilares de pedra, dos quais 14 estavam arqueologicamente comprovado no leito do rio, que assentavam sobre estacas de madeira. Sobre os pilares de pedra foi construída uma ponte de madeira, com largura de 12 m. Uma inscrição na rampa da margem esquerda da ponte foi feita pela XIV Legião Gêmea, que estava estacionada nos anos 70 a 92 em Mogoncíaco. A ponte do Reno foi renovada e restaurada diversas vezes, como nos anos 100, 157, 213 e nas décadas seguintes. Acredita-se que a ponte ainda era usada, ou voltou a ser usada, no início do século V, e que a Travessia do Reno no ataque dos Germanos em 406 ocorreu por esta ponte. Uma ilustração esquemática da estrutura da ponte pode ser encontrada no medalhão de chumbo de Lyon, aproximadamente do ano 300.
Em razão das distâncias diferentes entre pilares, a ponte tinha igual curvatura, de modo que no meio do rio estava a maior altura livre, para a passagem das embarcações. No lado direito do Reno a ponte levava direto no Castelo dos Matíacos, sendo assim militarmente protegida.
Uma pequena ponte sobre o rio Meno, um pouco acima da foz do Meno no Reno, é também registrada. Possivelmente também havia uma segunda travessia do Reno, na forma de uma ponte flutuante ou de uma balsa. Esta poderia estar abaixo do acampamento auxiliar em Mainz-Weisenau, mas ainda não está claramente comprovada nas pesquisas arqueológicas.

### Aqueduto

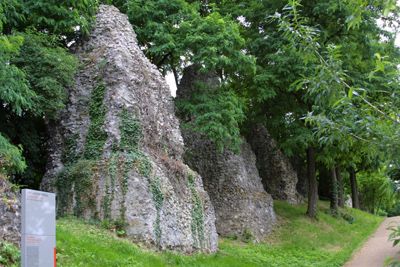
Ruínas dos pilares do aqueduto do século I. Localização: Zahlbachtal (Mainz)

Para abastecer o acampamento da legião no Kästrich e mais tarde o aldeamento civil, ainda no século I foi construído um elaborado sistema de transporte de água, construído em parte na forma de aqueduto. O abastecimento de água do acampamento através de fontes na área interna do acampamento não funcionava devido à profundidade do lençol de água subterrânea acima de 20 m. O transporte de água para as no mínimo duas legiões no período inicial do acampamento da vizinha Zahlbachtal não era viável a longo prazo.
Provavelmente existia já na primeira metade do século I um aqueduto construído em madeira, que abasteceu o acampamento com água fresca. Como pontos de abastecimento do aqueduto poderiam estar diversas regiões do atual distrito de Mogúncia, como Drais, e principalmente Finthen. Atualmente não há evidência confirmada de uma construção prévia de madeira.